# Iskra
Pour les articles homonymes, voir Iskra (homonymie) et L’Étincelle.
Ne doit pas être confondu avec Iskra (revue).
L'Iskra (littéralement L'Étincelle) était un journal révolutionnaire marxiste du début du XXe siècle en Russie. C'était l'organe du POSDR, le Parti ouvrier social-démocrate de Russie. Il fut publié pendant trois ans à partir de 1900, sous la direction de Lénine, Julius Martov et Gueorgui Plekhanov. Son but était le rassemblement des différents courants du mouvement ouvrier en Russie et la formation d'une plateforme commune.
L'Iskra fut le noyau autour duquel s'est constituée l'équipe dirigeante du POSDR.

## Histoire
En décembre 1900, le premier numéro de l’Iskra est achevé. Il ne sort pas le 24 décembre 1900, comme quelques sources l'affirment, bien que le processus d'impression soit en cours. L'impression est retardée et le premier tirage voit le jour en janvier 1901. Lénine termine la rédaction de l'Iskra, et le premier numéro peut être publié.
Cependant le chemin n'est pas facile. Lénine reprend l'impression du journal en Allemagne, alors que Gueorgui Plekhanov voulait s'installer en Suisse. Des sociaux-démocrates allemands aident Lénine à s'installer et à trouver du matériel d'impression permettant l'impression des caractères cyrilliques. Ils collaborent également au transport clandestin et illégal du journal à travers la frontière germano-russe.
L'éditorial intitulé « Les tâches les plus urgentes de notre mouvement » est l'œuvre de Lénine lui-même.
De 1901 à juillet 1903 sortent 44 numéros de l’Iskra. L'œuvre célèbre de Lénine Que faire ? (Что делать?, 1902) rassemble les développements du journal en matière d'organisation. 
Après le deuxième congrès du POSDR (1903), au cours duquel Lénine est choisi comme dirigeant du parti, la rédaction de l’Iskra (dont surtout Plekhanov) passe aux mencheviks. Lénine devient alors un opposant acharné à la ligne éditoriale du journal.

## Rédacteurs

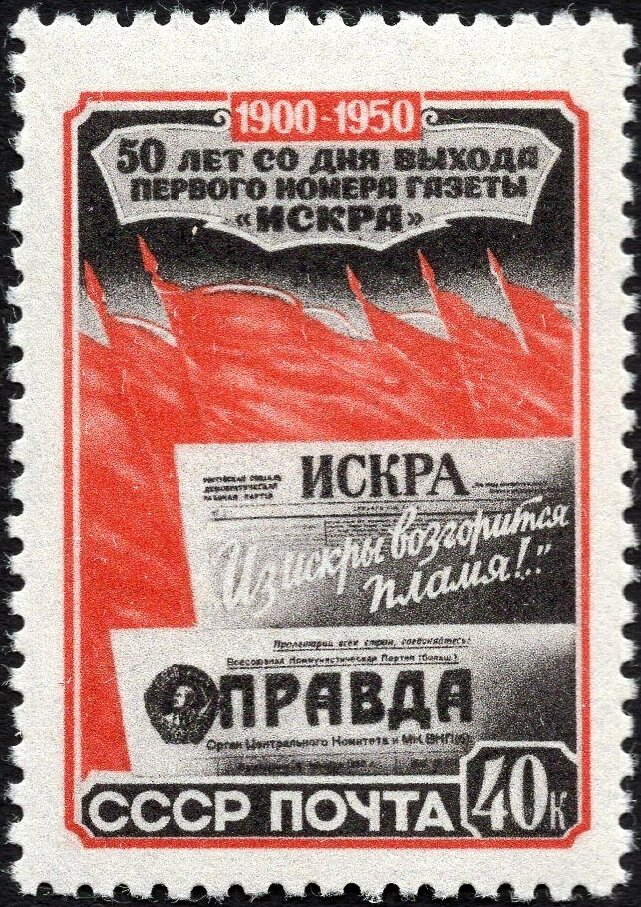
Timbre soviétique émis pour les 50 ans du premier numéro de lIskra

- Vladimir Ilitch Oulianov (Lénine)
- Gueorgui Valentinovich Plekhanov
- Véra Ivanovna Zassoulitch
- Pavel Axelrod
- Julius Martov (Ilija Cederbaum)
- Alexandre Nikolaïevitch Potressov

puis :
- Léon Trotski à partir de 1902.